# 奈良県立橿原高等学校
奈良県立橿原高等学校（ならけんりつ かしはら こうとうがっこう、英: Nara Prefectural Kashihara High School）は、奈良県橿原市北越智町に所在する県立高等学校。略称および通称は橿高（かしこう）。

## 概要
45分授業の実施や関西大学などとの高大連携などの試みに取り組んでいる。2023年（令和5年）、橿原市内の中学校との連携状況を踏まえ、奈良県教育委員会より進学教育推進校の指定を受け、連携強化を担う中核教員が配置されている。
また、同じく2024度より、日本拳法部と吟詠剣詩舞部が、奈良県教育委員会より、部活動等に力を入れている学校を重点的に支援する「スポーツ・文化活動推進校」の指定を受け、それぞれの部活動に詳しい専門性の高い教員が顧問等として継続的に配置されている。

### スクール・ミッション
「橿高リベラルアーツ教育」

多分野にわたる教科学習や学校行事、部活動など、すべての教育活動を互いに関連付けて実施することで、物事を多角的に見る力と多様性を理解する力を磨き、自ら課題を発見し、それを主体的かつ協働的に解決する能力を身に付けたより良い未来の社会の担い手を育てる。

### 教育方針
教育基本法並びに学校教育法の精神にのっとり、高等学校教育の目標達成に邁進するため、生徒一人一人の個性、能力を最大限に伸ばし、学力の徹底的啓培に努めるとともに節度ある生活をとおして育まれるたくましい心身をもつ人をつくる。

#### アドミッション・ポリシー
以下のような生徒を積極的に受け入れる。
1. 本校の使命や教育方針を理解する生徒
2. 何事に対しても分け隔てなく、好奇心と探究心をもって取り組み、自らの可能性を広げるために努力する生徒
3. 常に高い目標をもち、失敗を恐れず何事にも全力で挑戦し、自己実現を目指す生徒
4. 多様な生き方・考え方を尊重し、節度をもって行動する生徒[1]

#### カリキュラム・ポリシー
教職員と生徒が一体となって信頼と愛情に満ちた明るい学園をつくり、心身ともにたくましく心豊かな若人を育てるため、以下の教育を行う。
1. 生徒一人一人の興味関心に幅広く対応できるカリキュラムを編成する。
2. 校内外における生徒の様々な活動をとおして多種多様な集団と協働する力と豊かな人間性を育成する。
3. 課題探求型の学習活動を推進し、主体的で論理的な思考力を養い、自己実現に向けて不断の努力を積み重ねることができる生徒を育む。
4. 特色ある学校行事や課外活動などを設定し、生徒のグローバルマインドセットを養い、国際社会に対応できる能力を涵養する。
5. 地域との連携と協働を推進し、生徒のものの見方・感じ方・考え方を豊かにするとともに、自己の有用性を自覚させ、生き生きと活動する態度や前向きに思考する姿勢を醸成する。
6. ゲストティーチャーを招聘し、生徒が本物の生きた体験を学ぶことで、社会で働くことの意義について深く考える機会を提供する。
7. 教員は、生徒の深い学びを支えるため、常により良い授業を目指し日々改善を重ね、幅広い知識と教養を身に付ける[1]。

#### グラデュエーション・ポリシー
卒業までに、以下の資質・能力の育成を目指す。
1. 自己の可能性を最大限に広げるために、何事に対しても主体性をもって挑戦し、粘り強く取り組むことができる。
2. 社会の急速な変化に対応しながら、様々な事物に興味・関心をもち、真理の探究に向け学び続けることができる。
3. 多様性を認め、他者との協働を重んじ、自ら課題を見いだしその解決に向けて力を尽くすことができる[1]。

#### 校訓
校訓は「克己」である。「克己」とは、自分を制し欲に打ち勝つ強い心を持つことである。人間のあるべき姿を尊重し自己の完成をめざす者にとって、人間の弱点となるのは「安易」「怠惰」などの弱い心。それを戒める「克己」は、職員・生徒にとって常に心に刻むべき教えとなっている。

## 沿革

### 年表
- 1974年（昭和49年）
  - 11月15日 - 校名を「橿原高等学校」と決定。
  - 12月4日 - 校章を制定。
- 1975年
  - 2月15日 - 女子の制服を決定。
  - 4月1日 - 奈良県立橿原高等学校開校。
  - 4月4日 - 第一回職員会議にて「克己」を校訓として制定。
- 1976年2月25日 - 体育館が竣工。
- 1977年12月20日 - 武道場が竣工。
- 1996年（平成8年）2月20日 - 弓道場が竣工。
- 2000年 - 第72回選抜高等学校野球大会出場。（1回戦敗退）
- 2001年
  - 2月26日 - 雨天練習場が竣工。
  - 8月31日 - 雉翔館が竣工。
- 2023年（令和5年）8月30日 - 進学教育推進校の指定を受ける。

## 基礎データ

### 所在地
- 奈良県橿原市北越智町282

### アクセス
- 近鉄南大阪線「橿原神宮西口駅」より南へ約1.4km（徒歩約20分）
- 近鉄橿原線「橿原神宮前駅」より西へ約1.7km（徒歩約24分）

### 象徴

#### 校章
校章は、所在地である橿原の「橿」の字を図案化し、その中央に高校の「高」の字を配したものである。「高」の字を囲む木と田は、「古代文化発祥の地橿原の遺跡を守ってきた山野」に抱かれた本校の姿を表している。中心＝核があり円満さを表現している現在の案が最終的に選ばれた。恵まれたすばらしい環境のもとで古い文化を受け継ぐとともに、新しい文化を創造しながら本校が永遠に栄えることを願ったデザインであり、校旗と共にスクールカラーとなっている。

#### スクールカラー
スクールカラーは、落ち着きと風格を表した臙脂（えんじ）色が用いられる。

#### 校歌
作詞は武村忠一、作曲は牧野英三による。歌詞は3番まであり、各番に校名の「橿原高校」が登場する。

#### 制服
創立40周年を目前に女子の制服が変更され、2014年（平成26年）度入学生より着用を開始。

## 設置する課程、学科及び定員
- 全日制課程
  - 普通科 - 960名（募集人員320名：一般選抜）

普通科については、文系・理系いずれかの類型の教育課程に、2年次より分かれる。

## 学校行事

### 文化祭
2013年（平成25年）、文化祭の名称が「若雉子祭」となり、マスコットキャラクター「かしきじちゃん」も作られた。毎年9月上旬の木曜日・金曜日の2日間に渡り開催される。

## 部活動
体育系クラブ活動は、日本拳法部が男女団体・個人で全国優勝の経験があり、弓道部・ソフトテニス部・陸上競技部はインターハイに出場経験がある。特に弓道部は2006年（平成18年）度に「平成21年インターハイ強化指定校」となった。2009年（平成21年）に全国高校総体と全国高等学校弓道選抜大会で男子団体が優勝した。野球部は2000年春（第72回）に出場した。
文化系クラブ活動は、放送部・コーラス部・吟道同好会・囲碁将棋部・音芸部(Sound Art Society)は全国大会の常連校であり、音芸部 (S.A.S.) も高校・中学校軽音楽系クラブコンテスト We are Sneaker Ages で毎年、優秀校賞を受賞し、2010年（平成22年）度には準グランプリ賞（演奏全国第2位）を獲得、また、2年連続でベストサポーター校賞（応援団全国第1位）も受賞している。なお、卒業後も多様な分野で活躍するOB･OGが目立ち、部活動での人材育成の観点から本校の部活動は注目を浴びている。

## 高校関係者と組織

### 高校関係者組織
- 奈良県立橿原高等学校学校運営協議会 - 保護者、地域住民、校長、関係行政機関の職員の中から委嘱された委員による機関。学校運営及び当該運営への必要な支援に関して協議する。
- 奈良県立橿原高等学校同窓会 - 卒業生による同窓会組織[6]。
- 奈良県立橿原高等学校PTA - 生徒保護者と教員による父母と教師の会（PTA）組織で、会員は入会金及び年会費を納入する。
- 奈良県高等学校PTA協議会 - 奈良県立教育研究所内に事務局を置くPTA協議会。奈良県立橿原高等学校PTAの会員をもって会員とし、会員は単位PTA分担金として会費を納入する。

### 高校関係者一覧

#### 著名な出身者
- 山下和弥 - 政治家。元奈良県葛城市長
- 上西一郎 - 合唱指揮者
- 粟子真行 - ココロオークション ボーカル・ギター
- 水谷俊亮 - アニメ監督、漫画家、経営者、音楽家
- 北森郁子 - 元 円盤投選手